# República de Carelia
La república de Carelia (en ruso: Респу́блика Каре́лия, en carelio: Karjalan Tazavalda, en finés: Karjalan Tasavalta y en vepsio: Karjalan Tazovaldkund) es una de las veinticuatro repúblicas de Rusia. Tiene un área de 172 400 km² y 629 771 habitantes. Su capital es Petrozavodsk. Está ubicado en el distrito Noroeste. Limita al noroeste con Finlandia, al norte con Múrmansk, al este con el mar Blanco y Arcángel, al sur con Vólogda y al suroeste con Leningrado. Cuenta con unos 27 000 ríos y unos 60 000 lagos, entre ellos el Ládoga y el Onega. Hasta 1947, la parte más occidental perteneció a Finlandia, pero ese año, mediante el Tratado de París, se anexó a la URSS.

## Historia
El nombre del país deriva de la población finesa de los carelios quienes habitaron mayoritariamente estas tierras hasta 1939, y desde 1920 hasta 1939 la región del istmo de Aunis, donde se encuentra la ciudad de Víborg/Viipuri, la cual perteneció anteriormente a Finlandia. Tras la invasión por parte de la URSS, unas 400 000 personas (que era casi la totalidad de la población), se refugiaron en la vecina Finlandia. En la actualidad la mayor parte de los habitantes son de origen ruso. 
En 1947 mediante el Tratado de París quedaron oficializadas internacionalmente las anexiones de la URSS, anexiones con las cuales fue creada la república socialista soviética Carelo-Finesa. En 1956 esta república soviética dejó de existir y fue anexada a la república socialista federativa soviética de Rusia como la república autónoma de Carelia. Al desintegrarse la URSS en 1991 pasó a formar parte de la Federación Rusa con el nombre de "república de Carelia".
Desde finales de los 90 existe un debate mayor en la sociedad finlandesa sobre la conveniencia o no de solicitar a Rusia la reincorporación de Carelia a Finlandia, perdida tras la guerra con la URSS y el Tratado de París de 1947. Sin embargo, otras corrientes políticas sostienen que Carelia debe independizarse de la Federación de Rusia y formar un nuevo país nórdico.

## Geografía
La república está situada en la parte noroeste de Rusia, en el istmo de Carelia, en una posición intermedia entre la cuenca del mar Blanco y la del mar Báltico. La región, muy llana y de relieve glaciar, cuenta con gran abundancia de lagos (entre los que se destacan el Ládoga y el Onega) y bosques de coníferas.
- Área: 172 400 km², una superficie similar a la de Uruguay.
- Fronteras:
  - Internas: con los siguientes sujetos federales: óblast de Múrmansk (N), óblast de Arjánguelsk (E/SE), óblast de Vólogda (SE/S) y óblast de Leningrado (S/SW);
  - Internacional: Finlandia (SW/W/NW), con una longitud de la línea fronteriza de 723 km;
  - agua: mar Blanco (una entrada del mar de Barents) (N/NE/E), con una línea de costa de 630 kilómetros; lago Onega (SE) y lago Ládoga (SW);
- Punto más alto: el pico Nuorunen, con 576 m.

### Ríos
En Carelia hay unos 27 000 ríos. Los principales son:
- El Vodla (Vodlajoki), con 149 km, que drena el lago Vodlózero.
- El Kem (Kemijoki, con 191 km, aunque con uno de sus tributarios, el Čirka-Kem', alcanza los 410 km, siendo el río más largo de los que atraviesan la república.
- El Kovda (Koutajoki), con 233 km, que drena el lago Topozero.
- El Shuya (Suojoki), con 194 km, que drena el lago Suojärvi.
- El Suna (Suunujoki), con 280 km, que nace en el lago Kivijärvi y en el que se encuentran las cascadas Kivach (Kivatšun vesiputous).
- El Vyg (Uikujoki), con 237 km

### Lagos

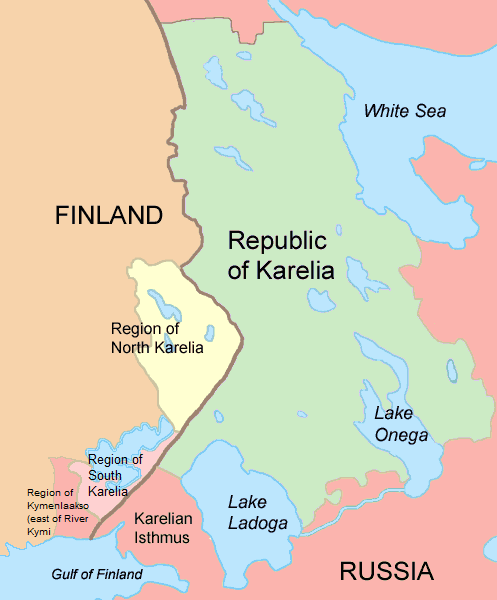
Las regiones de Carelia del Norte y Carelia del Sur se encuentran en Finlandia y la República de Carelia en Rusia. El istmo de Carelia es ahora parte del óblast de Leningrado.

Hay unos 60 000 lagos en Carelia. Los lagos y pantanos de la república contienen alrededor de 2000 km³ de agua dulce de alta calidad. El lago Ládoga (en finés: Laatokka) y el lago Onega (Ääninen) son los mayores de Europa. Otros lagos son:
- El Vygozero (Uikujärvi), con 1250 km²
- El Topozero (Tuoppajärvi), con 986 km²
- El Segozero (Seesjärvi), con 906 km²
- El Piaozero (Pääjärvi), con 659 km²
- El Syamozero (Säämäjärvi), con 265–270 km²
- El Nyukozero (Nuokkijärvi), con 214–230 km²

### Parques nacionales
- Parque nacional de Vodlozero, con un área protegida de 5206.83 km², compartido con el óblast de Arjánguelsk;
- Parque nacional Kalevala
- Parque nacional Paanajärvi, con 1043.7 km²;

## Economía
Su economía se basa en la explotación forestal, la pesca, el aprovechamiento de las canteras de granito y mármol y la energía hidroeléctrica.

### Recursos naturales
La mayor parte del territorio de la república (148 000 km², el 85 %) está compuesto por bosques estatales. El volumen total de crecimiento de los recursos madereros en los bosques de todas las categorías y edades es de 807 millones de m³. El acervo de madera de árboles maduros suma 411,8 millones de m³, de los que 375.2 corresponden a árboles coníferos.
En Carelia se encuentran cincuenta minerales útiles, ubicados en capas de mineral y más de 400 yacimientos. Los principales recursos naturales de la república son el mineral de hierro, los diamantes, el vanadio y el molibdeno.

### Clima
La república de Carelia se encuentra en la zona de clima continental atlántico. La temperatura media en enero es de -8,0 °C y 16,4 °C en julio. El promedio anual de precipitaciones es 500-700 mm.

## Subdivisiones

Raiones de la república.

Comprende dos ókrugs urbanos (Petrozavodsk y Kostomuksha) y los siguientes dieciséis raiones:
- Raión de Belomorsk (capital: Belomorsk)
- Raión de Kalevala (capital: Kálevala)
- Raión de Kem (capital: Kem)
- Raión de Kondopoga (capital: Kondopoga)
- Raión de Lajdenpojia (capital: Lajdenpojia)
- Raión de Louji (capital: Louji)
- Raión de Medvezhegorsk (capital: Medvezhegorsk)
- Raión de Muyezersky (capital: Muyezersky)
- Raión de Olónets (capital: Olónets)
- Raión de Pítkiaranta (capital: Pítkiaranta)
- Raión de Prionezhski (sede administrativa: Petrozavodsk)
- Raión de Priazha (capital: Priazha)
- Raión de Púdozh (capital: Púdozh)
- Raión de Seguezha (capital: Seguezha)
- Raión de Sortavala (capital: Sortavala)
- Raión de Suoyarvi (capital: Suoyarvi)

Los raiones de Belomorsk, Pítkiaranta, Seguezha y Suoyarvi se organizan bajo la forma jurídica de ókrug municipal, de forma que cada uno de ellos tiene un solo ayuntamiento a efectos de autogobierno local. Sin embargo, a efectos de desconcentración administrativa de los órganos federales y de la república, los cuatro se consideran raiones con subdivisiones. Por el contrario, el raión de Sortavala sí existe como raión con varios ayuntamientos, pero no existe a efectos de desconcentración administrativa, extendiéndose el territorio administrativo de la ciudad de Sortavala (considerada como directamente subordinada a la república) sobre todo el raión.
En el resto del territorio, el mapa de raiones municipales y el de raiones administrativos coincide. Los raiones de Kálevala, Olónets y Priazha poseen el estatus especial de raiones nacionales, debido a su elevado porcentaje de carelios étnicos.

## Demografía
Según los datos del censo de 2010, tiene una población de 643 548 habitantes y una densidad de población baja, con apenas 3.65 personas por kilómetro cuadrado.
| ciudades      | población |
| ------------- | --------- |
| Petrozavodsk  | 277 111   |
| Kondopoga     | 31 203    |
| Kostomuksha   | 29 511    |
| Seguezha      | 27 494    |
| Sortavala     | 18 746    |
| Medvezhegorsk | 14 520    |
| Kem           | 11 775    |
| Pitkiaranta   | 10 705    |

### Grupos étnicos
De acuerdo al censo de 2010, los rusos forman el 82,2 % del total de la región, mientras que la segunda mayoría, los carelios rondan el 7,4 %. Otros grupos incluyen: bielorrusos (3,8 %), ucranianos (2 %), finlandeses (1,4 %), vepsianos (0,5 %) y otras minorías (<0,5 %).